# Franz Carl Josef Ernst Pollack
Franz Carl Josef Ernst Pollack   (1798 - valor desconegut) fou un compositor i organista alemany.
Estudià la carrera de lleis a Breslau, ensems que estudiava harmonia i composició, amb el professor Schnabel. Bans però, havia desenvolupat una plaça d'organista a Neisse. Després de diverses gires artístiques fou contractat pel cèlebre compositor Carl Maria von Weber, com a tenor, per al teatre de l'Òpera alemanya de Dresden. En morir Weber, Pollack marxà de la ciutat, i després d'haver actuat en diversos teatres d'Alemanya, s'establí a Innsbruck coma director d'orquestra teatral.
Deixà diverses composicions, com obertures, col·leccions de cants a una sola veu, etc. Es van publicar algunes de les seves obres.